# Klin wysokiego ciśnienia
Klin wysokiego ciśnienia – jeden z układów barycznych, peryferyjna część wyżu barycznego, którego oś łączy izobary o największej krzywiźnie. Wzdłuż tej osi występują najwyższe wartości ciśnienia atmosferycznego, a prostopadle do niej ciśnienie spada w obu kierunkach.